# Lembá
Lembá är ett distrikt i São Tomé och Príncipe. Dess huvudort är Neves. Den har en yta på 229,5 km2, och den hade 14 676 invånare år 2012.